# Allen Van
Allen Alfred "Al" Van, född 30 mars 1915 i Newport i Minnesota, död 27 augusti 1995 i Inver Grove Heights i Minnesota, var en amerikansk ishockeyspelare. Van blev olympisk silvermedaljör i ishockey vid vinterspelen 1952 i Oslo.